# 昔阳县
昔阳县在中国山西省中部、太行山西麓，是晋中市下属的一个县。
昔阳县面积1954平方公里，县人民政府驻乐平镇育新巷10號。
昔阳县东与河北省赞皇县、内丘县、井陉县、邢台市接壤，西与寿阳县为邻，北接阳泉市平定县，南连和顺县。
昔阳县地方特产有昔阳小米、杏鲍菇。有大寨、龙岩大峡谷等风景名胜。
昔阳县最有名的村庄是大寨村，现代史上因为毛泽东1964年发布的指示“农业学大寨”而出名。
2023年，昔阳县地区生产总值163.0亿元，比2022年增长5.1%。

## 历史沿革
昔阳县早在旧石器时代就有人类开拓耕耘。
夏朝时期，属河西。
商朝时期，属微。
周朝时期，属肥子国。春秋时期，为东山皋落氏之国。
秦朝时期，西部设沾县，属上党郡；东部属太原郡平艾县。
东汉建安末年（219年）为乐平郡，隋大业初年改为乐平县。
唐武德三年（620年），境内重置辽州，领乐平、和顺、辽山（今左权县）、义兴（和顺县析置）4县。武德八年（625年），乐平改属受州。贞观八年（634年），废受州，乐平县重属并州。先天元年（712年），更箕州名为仪州，划乐平县归属。天宝元年（742年），仪州改称乐平郡。乾元元年（758年），复称仪州。中和元年 （881年），再称辽州。
五代，境内均置乐平县，历经后唐、后晋、后汉、北汉，隶属太原府。
宋建隆四年（963年），升县为平晋军。太平兴国四年（979年），于广阳置平定军，遂废平晋军，复乐平县隶属之。平定军属镇州（治所在今河北省正定县）。
金大定二年（1162年），设平定州，乐平为属县。兴定四年（1220年）正月，升乐平县为皋州。
元朝初期，废皋州，恢复乐平县。至元二年（1265年），乐平降县为乡，直隶于平定州。至元七年（1270年），恢复乐平县。
明朝时期，始终以乐平县称谓，隶属于太原府平定州。清嘉庆元年（1796年），乐平再次降县为乡，由平定州直隶。
民国元年（1912年），恢复乐平县，归中路道。民国三年（1914年）4月，因与江西省乐平县重名，更名为昔阳县。同年5月，中路道改称冀宁道，昔阳仍属之。民国十六年（1927年），废道，县归省辖。民国二十六年（1937年），昔阳县属第三行政区。民国二十七年（1938年），以平辽公路为界，昔阳分为东西两部分，路东成立昔东县抗日民主政府，路西称昔阳路西抗日办事处。
民国二十九年（1940年）2月，路西正式成立昔西县抗日民主政府。同年8月，太行区分设专区、办事处，昔东归冀西专区，昔西属第一办事处。民国三十年（1941年）8月，昔东改属第一专区，昔西属第二专区。民国三十四年（1945年）8月，昔阳县城被中共解放。同年9月，昔东、昔西重新合并为昔阳县，属太行区第二专区。民国三十八年（1949年）5月，太行区调整区划，昔阳县改归左权专区辖。同年8月，太行区撤销，左权专区并归榆次专区，遂为榆次专区辖。
1958年11月，榆次专区改为晋中专区，昔阳县归属未变。
1958年12月，昔阳县划归阳泉市，改称昔阳县人民公社联社。
1959年3月，又改称昔阳协作区。7月，从阳泉市分出，恢复县制，归晋中专区。
1968年，晋中专区改设晋中地区，昔阳县仍属之。
1993年，撤销晋中地区，改设晋中市，仍辖昔阳县。

## 人口
2020年末，昔陽縣常住人口19.08萬人，其中，城鎮常住人口7.89萬人，佔常住人口比重（常住人口城鎮化率）為41.34%，比2019年提高0.21個百分點。户籍人口城鎮化率為23.85%，比2019年提高0.14個百分點。
2022年末，昔阳县常住人口186614人，比上年末减少1310人。其中，城镇常住人口81965人，占总人口比重(常住人口城镇化率)为43.92%，比上年末提高1.55个百分点。出生人口1033人，人口出生率5.52‰；死亡人口1925人，死亡率10.28‰；自然增长率-4.76‰。
2023年末，昔阳县常住人口为18.51万人。

## 地理
温带大陆性季风气候，年平均气温9.3摄氏度，年降水量500-550毫米，无霜期较长，是本县重要的农业区。主要农作物是谷子、玉米、豆类等。上世纪七十年代，为了追求高产，玉米成了昔阳特产，种植面积扩大到总播面积的半数以上。

## 行政区划

### 区划详情
昔阳县下辖5个镇、5个乡、1个城区：
乐平镇、皋落镇、冶头镇、沾尚镇、大寨镇、李家庄乡、界都乡、三都乡、赵壁乡和孔氏乡，以及城区。
城区的管理机关为昔阳县城区社会事务服务中心，亦为其全称。
昔阳县共计辖有231个行政村、19个社区。

### 区划沿革
明嘉靖二十七年（1548），乐平县划4乡10都。康熙十一年（1672）改为4乡6都。
民国初年，全县分1镇3乡，系501个自然村。
民国七年（1918）全县改一镇三乡为四个区：城关一区，东冶头二区，皋落为三区，沾尚为四区。1950年2月，更为七区。
1953年7月，为七区80乡。1956年4月，取消区级建制，全县重划为46乡。
1958年8月，实行人民公社制，全县划分为7社。1962年改为20个人民公社，辖415个生产大队。
1984年政社分离，改20个人民公社为乡、镇。4月，城关公社率先改为城关镇，8月，皋落、东冶头、沾尚3社改为镇，其它16社改为乡。2000年改20乡（镇）为现在12乡（镇）即5镇7乡。2021年，撤销西寨乡，整建制并入沾尚镇。撤销闫庄乡，分别并入东冶头镇、赵壁乡。将原闫庄乡的台上、民安、河上、河下、鸦掌5个村委会划归东冶头镇管辖，将闫庄、陈村、赵庄、张家庄、峰洼、东庄6个村委会划归赵壁乡管辖；将赵壁乡的黄岩底社区居委会和黄岩、寨上、徐峪、凤居4个村委会以及界都乡的南界都村委会划归大寨镇管辖。

## 文化教育
昔阳县从唐至清共考取举人、进士137名。二十世纪五十年代，昔阳县成为全国文化先进县，涌现出了“四大家、八小家、七十二朵小金花”等一批文艺人才，全国农民作曲家史掌元创作的歌曲《唱得幸福落满坡》在大江南北引发热潮。二十世纪六七十年代，大寨人以“自力更生，艰苦奋斗”的精神，在被称为“七沟八梁一面坡”的土地上上树起了当时全中国农业战线的一面旗帜，即闻名中外的“农业学大寨”。著名帝王作家二月河祖籍也在昔阳。

## 交通
- 207国道、 339国道过境。

- 天陵高速、 昔碛高速过境。
- 阳涉铁路和阳大铁路过境。

## 名胜古迹
- 全国重点文物保护单位4项：昔阳崇教寺、石马寺石窟、大寨人民公社旧址、昔阳离相寺
- 山西省文物保护单位6项：卧佛寺、福严寺、北界都梵乘寺、昔阳东岳庙大殿、西峪惨案纪念地、大寨展览馆旧址
- 晋中市文物保护单位
- 昔阳县文物保护单位

## 方言
昔阳县的方言一般来说属晋语大包片，也有说法属晋语并州片平辽小片或晋阳小片。
昔阳方言共有25个声母，36个韵母，5个单字调。有部分连续变调现象、特殊读音和文白异读现象，儿化也与普通话有一定差异。

## 名人
- 耿九畴
- 李方桂
- 陈永贵
- 二月河
- 邢质斌
- 郭鳳蓮
- 李方桂
- 史掌元
- 王鑫
- 高毛孩
- 李居鹏
- 李济胜